# دينيس فرانكور
دينيس فرانكور هو مدرب هوكي جليد كندي، ولد في 17 فبراير 1963 في شاوينيغان في كندا.

## وصلات خارجية
- دينيس فرانكور على موقع EliteProspects.com (الإنجليزية)
- دينيس فرانكور على موقع HockeyDB.com (الإنجليزية)